# Lobocleta ferruginata
Lobocleta ferruginata là một loài bướm đêm trong họ Geometridae.